# Teachers FC
Teachers FC ist ein Amateurfußballverein von den Turks- und Caicosinseln.

## Geschichte
Die Gründung als Pedagogue FC erfolgte 2012, im selben Jahr erreichte man den vierten von fünf möglichen Plätzen. Im Pokal erreichten die Teachers das Finale, dort musste man sich allerdings mit 2:4 gegen Cheshire Hall geschlagen geben. Zu der Saison 2013 benannte sich der Club in seinen heutigen Namen um und wurde in jeder Saison letzter, die Misere konnte erst in der Saison 2016 mit dem vorletzten Platz beendet werden. Nachdem man 2017 den letzten Tabellenplatz belegt hatte, zog man die Mannschaft vor der Saison 2018 freiwillig aus der Liga zurück.

## Bekannte Spieler
- Damian Palmer